# 西澳袋鼬属
西澳袋鼬屬（学名：Dasykaluta），哺乳綱袋鼬科的一屬，而與西澳袋鼬屬同科的動物尚有袋鼬屬（澳洲袋鼬）、林袋鼬屬（短毛袋鼬）、蓬尾袋鼬屬（脊尾袋鼠）、寬足袋鼩屬（褐袋鼩）等之數種哺乳動物。

## 下属物种
本属包括以下物种：
- Dasykaluta rosamondae (Ride, 1964)